# Pierre Gouthière
Pierre Gouthière (* 1732 in Bar-sur-Aube; † 1813 in Paris) war ein französischer Ciseleur, der viele Aufträge vom französischen Königshaus erhielt. Er war der Erfinder der Mattvergoldung.  

## Leben

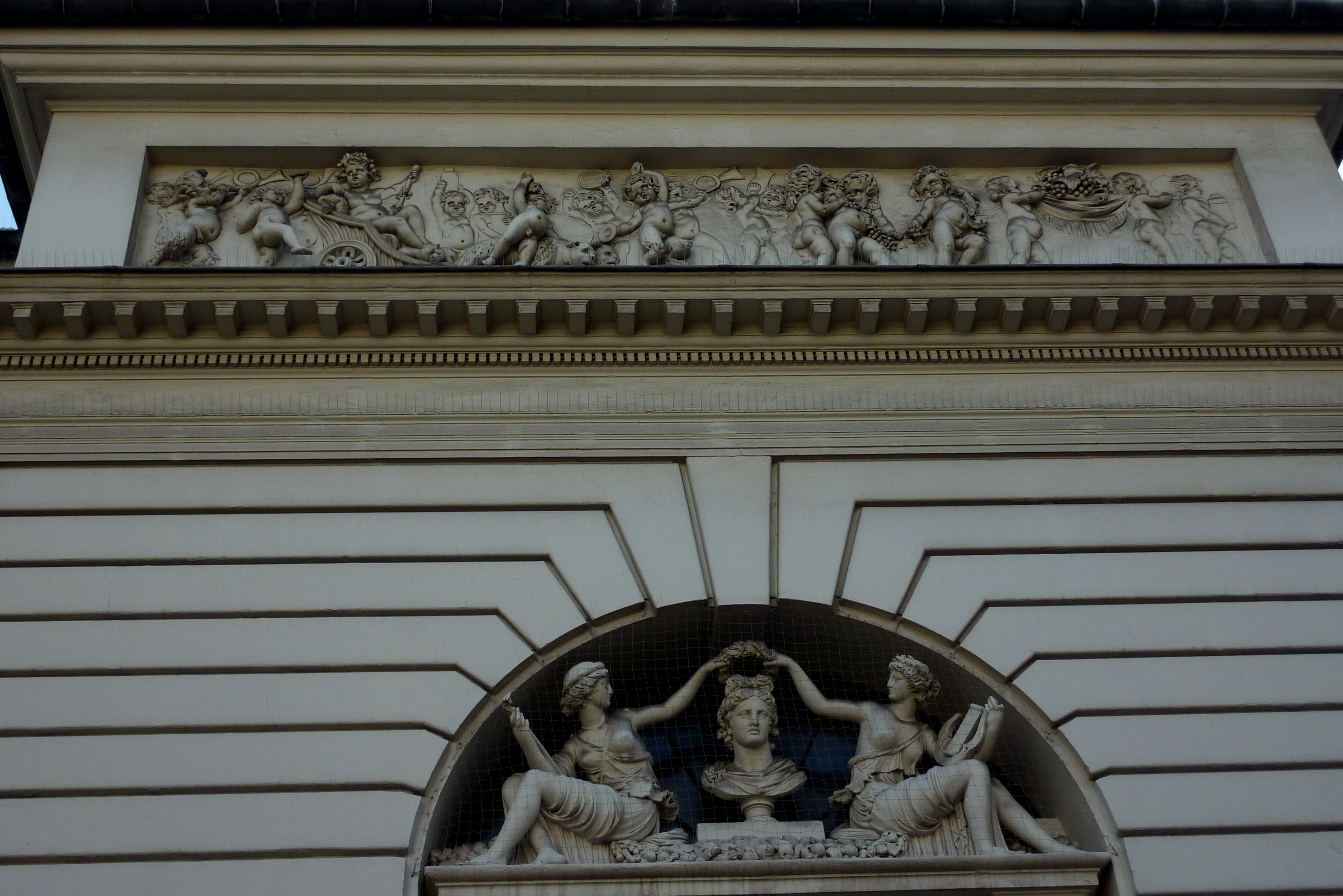
Hôtel Gouthière in Paris

Pierre Gouthière lernte das Handwerk des Ciseleurs bei François Ceriset, dessen Witwe er später heiratete. Auf der Höhe seines Erfolgs ließ er zwischen 1772 und 1780 ein Hôtel particulier errichten, das heute als Hôtel Gouthière bezeichnet wird. Es befindet sich 6, rue Pierre Bullet, hinter der Mairie des 10. Arrondissements. Da er sich finanziell ruiniert hatte, musste er den Stadtpalast verkaufen. Er starb 1813 in völliger Armut.
Im Jahr 1933 wurde eine Straße im 13. Arrondissement von Paris, die Rue Gouthière, nach ihm benannt.